# Quận Chaffee, Colorado
Quận Chaffee là một trong số 64 quận của tiểu bang Colorado của Hoa Kỳ. Dân số của quận đạt mức 16.242 theo cuộc điều tra dân số Hoa Kỳ năm 2000 2. Quận lỵ là Salida.6

## Lịch sử
Quận Chaffee đã được tạo ra bởi các cơ quan lập pháp bang Colorado vào ngày 10 tháng 2 năm 1879, trong miền nam quận Lake (mặc dù vào thời điểm đó, Lake County được biết đến như cacbonat County, một chỉ kéo dài hai ngày). Nó được gọi là trái tim của Rockies. Nó được đặt tên theo Jerome B. Chaffee, đầu tiên của tiểu bang Colorado, Thượng nghị sĩ Hoa Kỳ.

## Địa lý
Theo Cục Điều tra Dân số Hoa Kỳ, quận có tổng diện tích là 1.015 dặm vuông (2,628.8 km2), trong đó 1.013 dặm vuông (2,623.7 km2) là đất và 2 dặm vuông (5,2 km2) (0,15%) là nước.

## Các quận lân cận
- Quận Lake - phía bắc
- Quận Park - phía đông bắc
- Quận Fremont - phía đông nam
- Quận Saguache - phía nam
- Quận Gunnison - phía tây
- Quận Pitkin - phía tây bắc

## Nhân khẩu
Theo điều tra dân số các 2 năm 2000, quận này có dân số 16.242 người, 6.584 hộ gia đình, và 4.365 gia đình sống trong quận hạt. Mật độ dân số là 16 người trên một dặm vuông (6/km ²). Có 8.392 đơn vị nhà ở mật độ trung bình của 8 trên một dặm vuông (3/km ²). Về thành phần chủng tộc của dân cư sinh sống ở quận, có 90,94% người da trắng, 1,58% da đen hay Mỹ gốc Phi, 1,09% người Mỹ bản xứ, 0,44% châu Á, Thái Bình Dương 0,05%, 4,21% từ các chủng tộc khác, và 1,69% từ hai hoặc nhiều chủng tộc. 8,58% dân số là người Hispanic hay Latino thuộc một chủng tộc nào.